# عزازیل (ابلیس)

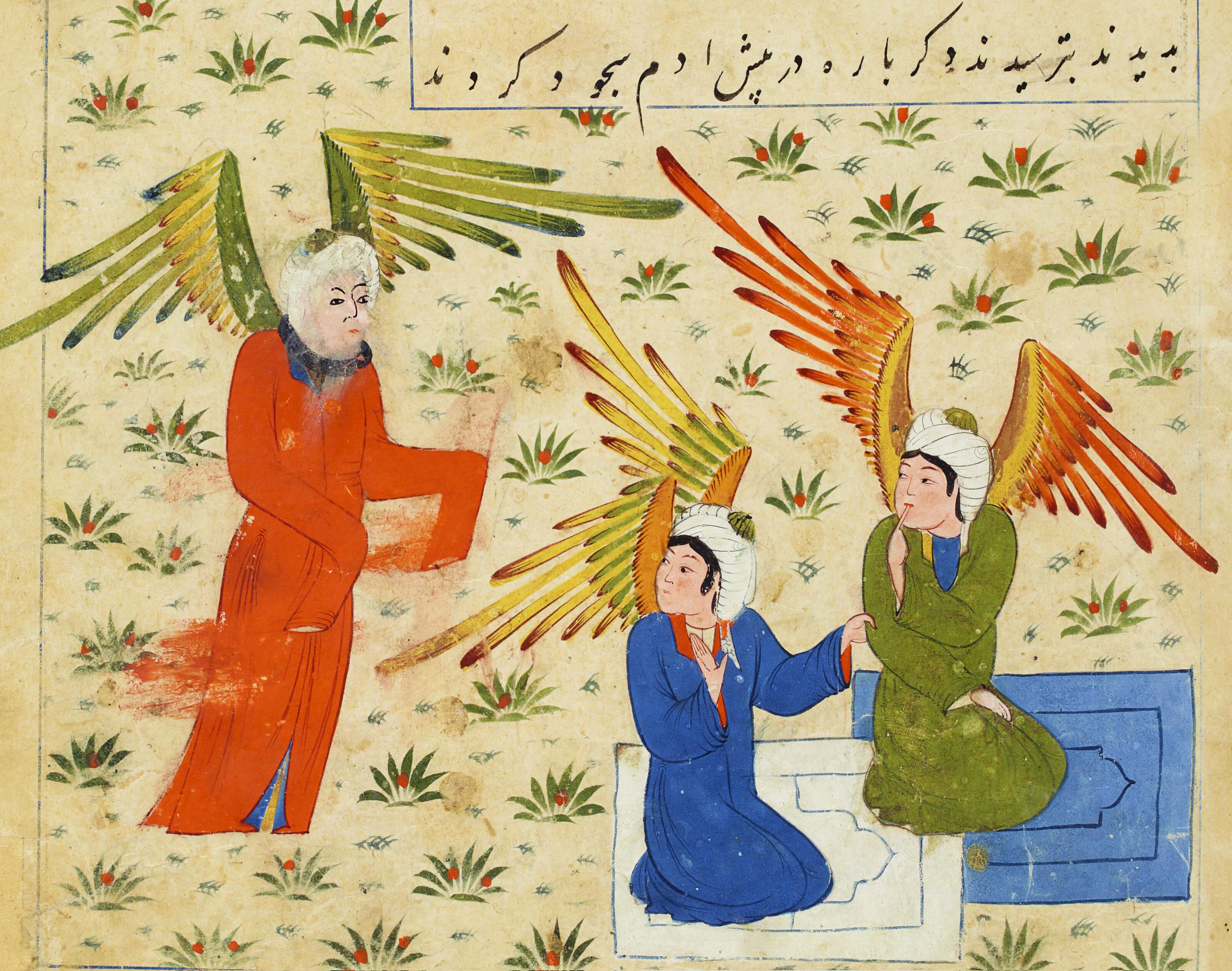
دو فرشته برمی‌گردند و با نگرانی می‌بینند که ابلیس در برابر آدم سجده نخواهد کرد. ۱۳۸۸ مینیاتور فارسی از نسخه خطی «عجایب المخلوقات» اثر طوسی سلمانی، قرن.

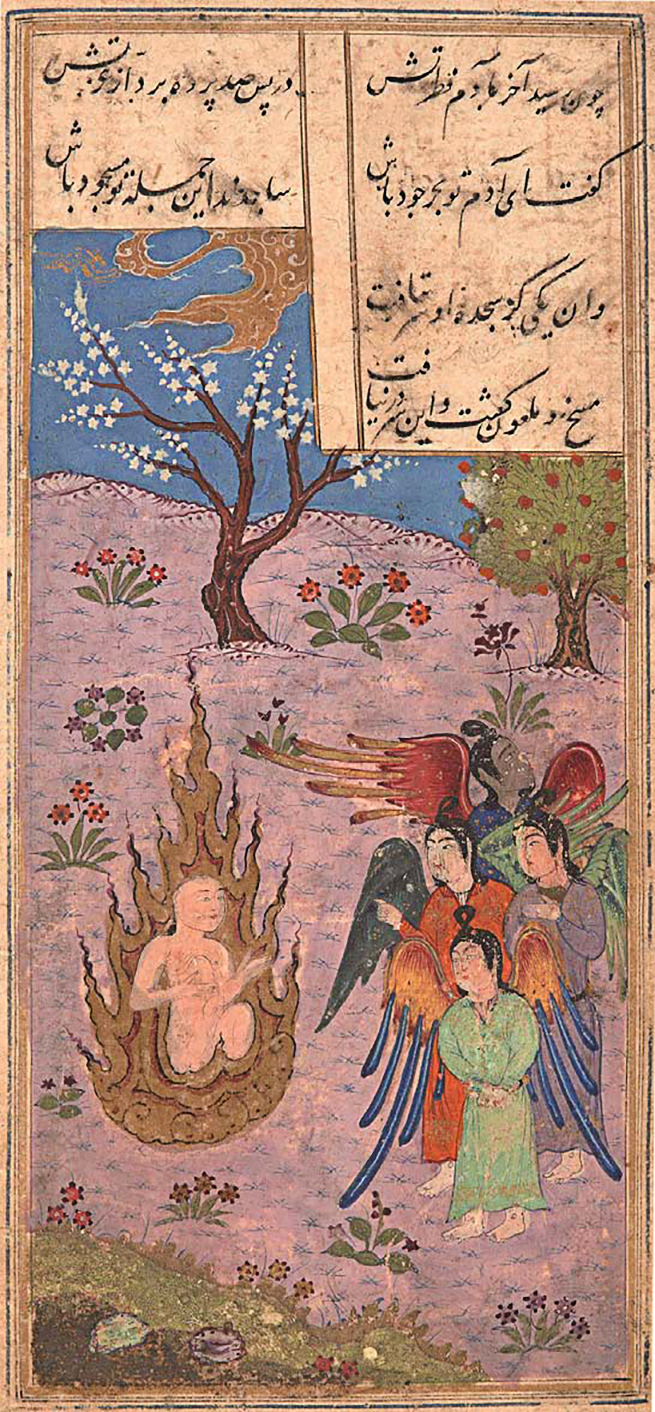
فرشتگان با آدم ملاقات می‌کنند و به نظر می‌رسد، هرچند به میزان کمتر، واکنش جسورانهٔ ابلیس را که در پشت ایستاده و با تکبر سر خود را برمی‌گرداند، به اشتراک می‌گذارند. طبق سنت، خداوند ابلیس را به صورت فرشته‌ای زیبا به نام عزازیل آفرید و او در اینجا به همین شکل به تصویر کشیده شده است. او با پوست تیره‌تر مخصوص خود به تصویر کشیده شده است تا سقوط قریب‌الوقوعش را نشان دهد، اما بال‌های فرشته‌طور دارد و «مدل موی فرشته‌ای» امروزی را دارد، حلقه‌ای از مو که بالای سر بسته می‌شود.

عزازیل (عربی: عزازیل ʿAzāzīl، ترکی: Azâzîl؛ همچنین در عربی: حارث Ḥārith) شخصیتی در سنت اسلامی است و گمان می‌رود نام اصلی شیطان (ابلیس) باشد. طبق باورهای مختلف اسلامی، عزازیل پیش از آنکه غرورش منجر به سقوطش شود، سرور فرشتگان و قوی‌ترین و داناترین آن‌ها بود.
از عزازیل در روایات مکمل اسلامی، مانند تفسیر (تفسیر مجاز قرآن) و قصص الانبیاء، یاد شده است. طبق حدیثی از ابن‌عباس، شیطان زمانی فرشته‌ای به نام عزازیل یا حارث بوده است. او بیان می‌کند که خداوند بیشتر فرشتگان را از «نور» آفرید، اما عزازیل و فرشتگان همراه او را از «آتش مسموم» (نار السموم) آفرید. جن‌ها از «مخلوطی از آتش» (مرجئین من نار) آفریده شده‌اند.
جن‌ها اولین کسانی بودند که در جهان ساکن شدند و خداوند حکومت بر زمین را به آن‌ها سپرد. هنگامی که فساد در میان آن‌ها افزایش یافت، خداوند لشکری از فرشتگان را به رهبری عزازیل برای مجازات آن‌ها فرستاد. پس از راندن جن‌ها، عزازیل متکبر شد. هنگامی که خداوند جانشینی برای جن‌ها می‌آفریند و به فرشتگان دستور می‌دهد که در برابر این مخلوق جدید سجده کنند، عزازیل امتناع می‌کند و ادعا می‌کند که او بهتر است. در نتیجه، او به جهنم محکوم می‌شود.

## ریشه‌شناسی و نام‌گذاری
این نام شبیه به عزازیل، فرشته‌ای رانده شده در مکاشفه ابراهیم است و ممکن است ریشه لغوی آن باشد. خود این نام احتمالاً از منابع یهودی گرفته شده است، اما به نظر می‌رسد منابع اسلامی اولین کسانی هستند که این را نام اصلی شیطان می‌دانند.
برخی از محققان اظهار داشتند که مسلمانان این نام را مستقل از منابع یهودی ساخته‌اند. فاینبرگ استدلال می‌کند که این نام مربوط به کلمه عربی «ازاله» (حذف کردن) است و به این فرشته داده شده است زیرا او توسط نویسندگان مسلمان «حذف یا جدا می‌شود». برخی از لغت‌شناسان اسلامی نام او را از کلمات «عزیز» و «ایل» (عزیز خدا) ساخته‌اند، به این معنی که نام او از این معنی گرفته شده است که او زمانی فرشته محبوب خدا بوده است.
به گفته بسیاری از محققان عرب، عزازیل نام شخصی شیطان (ابلیس) بود. ابن منظور (ژوئن-ژوئیه ۱۲۳۳ - دسامبر ۱۳۱۱/ژانویه ۱۳۱۲) در فرهنگ لغت زبان عربی خود می‌نویسد:
«ابلیس» از ریشه «بلس» است که ممکن است به معنای سکوت باشد. «ابلس من رحمة الله» یعنی ناامید بودن از رحمت خدا، از این رو نام ابلیس (ابلیس) است. نام اصلی او عزازیل بود. خداوند در سوره روم (سوره فرموده است: وَ یَوْمَ تَقُومُ ٱلسَّاعَةُ یُبْلِسُ ٱلْمُجْرِمُونَ (روزی که قیامت برپا می‌شود، مجرمان لال می‌شوند). نام «ابلیس» از ریشه «بلس» گرفته شده است، زیرا او از رحمت خدا ناامید است. ابن منظور، لسان العرب، جلد۶/۲۹

## تفسیر اهل سنت
سنت تفسیری اهل سنت را می‌توان در مورد هویت شیطان به دو دسته تقسیم کرد. این اختلاف به دوران شکل‌گیری اسلام برمی‌گردد. وقتی سوره کهف در اشاره به شیطان می‌گوید: «او از جن بود»، دیدگاه حسن بصری و ابن‌عباس در معنا متفاوت است. به گفته بصری، فرشتگان معصوم هستند. بنابراین، او استدلال می‌کند که شیطان نمی‌توانسته فرشته باشد. در عوض، قرار است آیه به این معنی باشد که شیطان یکی از جنیان است که از فرشتگان متمایز است.
به گفته ابن‌عباس، این اصطلاح به جنان تفسیر می‌شود، به این معنی که شیطان «ساکن بهشت» (یعنی فرشته) بود. در آن زمان، او توسط خدا به عنوان حاکم آسمان‌های پایین منصوب شد و برای داوری جن‌ها فرستاده شد، تا اینکه آنها فاسد شدند و به او دستور داده شد که آنها را از بین ببرد. ابن‌عباس همچنین توضیح می‌دهد که نام فرشته‌ایِ شیطان عزازیل بود. با این حال، پس از اینکه عزازیل از بهشت رانده شد، نام او به ابلیس تغییر یافت و به یک «دیو ملعون» (شیطان رجیم) تبدیل شد.

همچنین او را به خاطر ادعای اقتدار الهی برای خود و دعوت به اطاعت از مخلوقات خدا سرزنش می‌کنند. سوره انبیاء (۲۶–۲۹) به عنوان اشاره‌ای به شیطان فهمیده می‌شود:
و گفتند: «خداوند رحمان فرزندی برای خود برگزیده است.» او منزه است! بلکه آنها بندگان گرامی اویند. نمی‌توانند در گفتار بر او پیشی بگیرند و به فرمان او عمل می‌کنند. او آنچه را که در پیش روی آنهاست و آنچه را که پس از آنها خواهد بود می‌داند و آنها نمی‌توانند شفاعت کنند مگر برای کسی که او راضی باشد. و از ترس او بیمناکند. و هر کس از آنها بگوید: «من خدایی غیر از او هستم»، او را به جهنم کیفر می‌دهیم. این گونه ستمکاران را کیفر می‌دهیم.
برخلاف روایت بصری، تفسیر ابن‌عباس می‌پذیرد که فرشتگان می‌توانند گناه کنند و از بهشت رانده شوند. این تفسیر در سنت اهل سنت مورد توجه علمایی مانند طبری، سیوطی و نسفی است.

#### تصوف
منصور حلاج (حدود ۸۵۸–۹۲۲) در کتاب الطواسین خود از عزازیل نام می‌برد. در اینجا، نافرمانی عزازیل از سرپیچی از فرمان خدا به عنوان راهی برای تقدیس نام خدا توصیف شده است. به گفته او، عزازیل با امتناع از تعظیم در برابر آدم، وفاداری خود را به خدا ثابت کرد. فصل ششم به دفاع از عزازیل اختصاص دارد و در بخشی از آن، حلاج توضیح می‌دهد که چگونه هر یک از حروف نام عزازیل با شخصیت او مرتبط است. برخلاف بسیاری از نویسندگان صوفی دیگر، حلاج این موضوع را که عزازیل می‌تواند به لطف خدا بازگردانده شود، رد کرد و بر لعنت شیطان اصرار ورزید. او استدلال می‌کند که از آنجایی که عزازیل از آتش سرچشمه گرفته است، آتش باید سرنوشت نهایی او باشد.

از عزازیل همچنین سه بار در مثنوی مولوی نام برده شده است، به عنوان یادآوری برای مسلمانان که انضباط و فروتنی را رعایت کنند، زیرا وقتی عزازیل متکبرانه رفتار کرد، با وجود مقام والای سابقش، به جهنم رها شد:
از طریق تربیت و فروتنی، این آسمان پر از نور شده است، و از طریق تربیت، فرشته پاک و مقدس شد. به دلیل بی‌احترامی، خورشید گرفت و گستاخی باعث شد که عزازیل از درگاه بازگردانده شود.
گیلانی فرشتگان (ملائکه) و شیاطین (شیاطین) را به عنوان مظاهر صفات خداوند توصیف می‌کند. در حالی که فرشتگان خوب از نور ساخته شده‌اند تا بشریت را هدایت کنند، عزازیل و فرشتگانش به گونه‌ای آفریده شده‌اند که منعکس‌کنندهٔ نام‌های خداوند از جلال، تاریکی و گمراهی باشند. عزازیل، به عنوان فرشته‌ای با اخلاص تام، متوجه نمی‌شود که تعظیم در برابر آدم طبق فرمان خداوند، برابر با تعظیم در برابر خود خداوند است. عزازیل و فرشتگانش به اصل شر تنزل یافتند، زمانی که توبه را رد کردند و پایداری خود را با آفرینش از آتش توجیه کردند.
عنایت خان (۱۸۸۲–۱۹۲۷)، از پیشگامان انتقال تصوف به غرب، به‌طور مشابه تعلیم می‌دهد که عزازیل شیطانی است که از راه خدا گمراه می‌شود. او بیان می‌کند که اعمال شیطانی انجام شده توسط مردم، روح عزازیل (یا نوچه‌های او) را جذب می‌کند که به نوبه خود آن‌ها را بیشتر به تاریکی و اعمال نادرست گمراه می‌کند. عزازیل بدترین وسوسه‌گر است، زیرا فرشته رانده شده قدرت گمراه کردن حتی اولیاء را دارد، با این حال، همچنان در برابر پیامبران شکست می‌خورد.

## تفسیر شیعی

#### شیعه دوازده امامی
مشابه سنت اهل سنت، تفسیر شیعه از وقایع ذکر شده در سوره بقره، آیات ۳۰ تا ۳۴، حول نقش آدم به عنوان «جانشین» (خلیفه) می‌چرخد. هر دو حدس می‌زنند که آدم جانشین جن است که حکومت او بر زمین توسط فرشتگان از طرف خدا پایان یافته است. فرشتگان هنگام زیر سؤال بردن تصمیم خدا برای آفرینش بشریت، بین آدم و جن کافر تشابه قائل شدند. علی بن ابراهیم قمی این روایت را از طریق سلسله‌ای از امامان قبلی تا رسیدن به علی نسبت می‌دهد.
در رساله «اعتبار الوصیه»، که نه یک اثر تفسیری، بلکه مشروعیت‌بخش دوازده امام است، خداوند جن و نسناس را بر روی زمین آفرید. هنگامی که جن و نسناس فساد و خونریزی ایجاد کردند، خداوند لشکری از فرشتگان را فرستاد. رهبر فرشتگان عزازیل بود. عزازیل و فرشتگانش جن و نسناس را به حاشیه جهان تبعید کردند. در حالی که عزازیل و یارانش در قسمت مرکزی زمین ساکن شدند. عزازیل حاکم زمین شد و در ظاهر وانمود می‌کرد که فرشته است، اما در باطن از خدا نافرمانی می‌کرد. عزازیل به مدت ۷۰۰۰ سال حکومت کرد تا اینکه خداوند به فرشتگان آسمان دستور داد دوباره به زمین نگاه کنند. فرشتگان از ویرانی‌هایی که در زمین رخ می‌داد، وحشت کردند. پس از آن، خداوند اعلام کرد که جانشینی برای فرشتگان خلق خواهد کرد.

#### اسماعیلیه
در ام‌الکتاب، اثری اسماعیلی مربوط به قرن هشتم میلادی، عزازیل اولین مخلوق خدا، پادشاه اعظم، است. خدا به او قدرت خلقت را عطا کرد، اما عزازیل با قدرت قرضی خود فخر فروشی کرد و برای خود ادعای الوهیت کرد و خود را به عنوان خدای دیگری در کنار پادشاه اعظم توصیف نمود. برای اثبات اینکه خلقت عزازیل فقط به قدرت خالق خودش وابسته است، خدا خلقت جدیدی را خلق می‌کند که با مخالفت عزازیل مواجه می‌شود. هر بار که عزازیل دوباره ادعا می‌کند که مانند خداست، او و فرشتگان دیگرش رنگ می‌بازند، تاریک‌تر و پست‌تر می‌شوند و به افلاک آسمانی پایین‌تر پرتاب می‌شوند تا اینکه به زمین می‌رسند، زمینی که از جوهر مخلوقات عزازیل ساخته شده است.
ابلیس تنها بعداً و در نتیجه گناهان موجودات آسمانی پیشین وارد صحنه می‌شود. به همین دلیل، ابلیس جهان نور را نمی‌شناسد و کاملاً شرور است. به همین دلیل، شر همیشه با جهل همراه است.
در کتاب الشجره، اثر قرن دهم میلادی، شیاطین (ابالسه) و شیاطین (روح پلید) به عنوان نیروهایی توصیف شده‌اند که مانع یادگیری دانش باطنی (علم الباطن) قرآن توسط مردم می‌شوند. هر پیامبری باید با تجسم منحصر به فردی از اصل شیطانی روبرو شود. عزازیل، شیطان اول (ابلیس) و شاگرد او (شیطان) قابیل قرآنی است.

## تفسیر علویان
علویان، علیرغم بدعت‌هایشان، به فرشتگانی مشابه سنی‌ها اعتقاد دارند. همان‌طور که در سنت قرآنی آمده است، به فرشتگان دستور داده می‌شود که سجده کنند، اما عزازیل امتناع می‌کند. با این حال، در تفسیر علویان، سجده به علی بوده است.
در یک داستان آفرینش، به فرشتگان مقرب دستور داده می‌شود که در برابر نوری عرفانی تعظیم کنند. پس از آنکه عزازیل به مدت ۱۰۰۱ روز به خدا خدمت کرد، از تعظیم خودداری کرد و از روی غرور ادعای استقلال از خالق خود را داشت. در نتیجه، او، برخلاف دیگر فرشتگان مقرب، اجازه ورود به نور را ندارد و در دنیای «خود شیطانی» باقی می‌ماند. این رویداد بعداً در دشمنی بین شیطان و بشریت آشکار می‌شود.